# استراتژی تنش

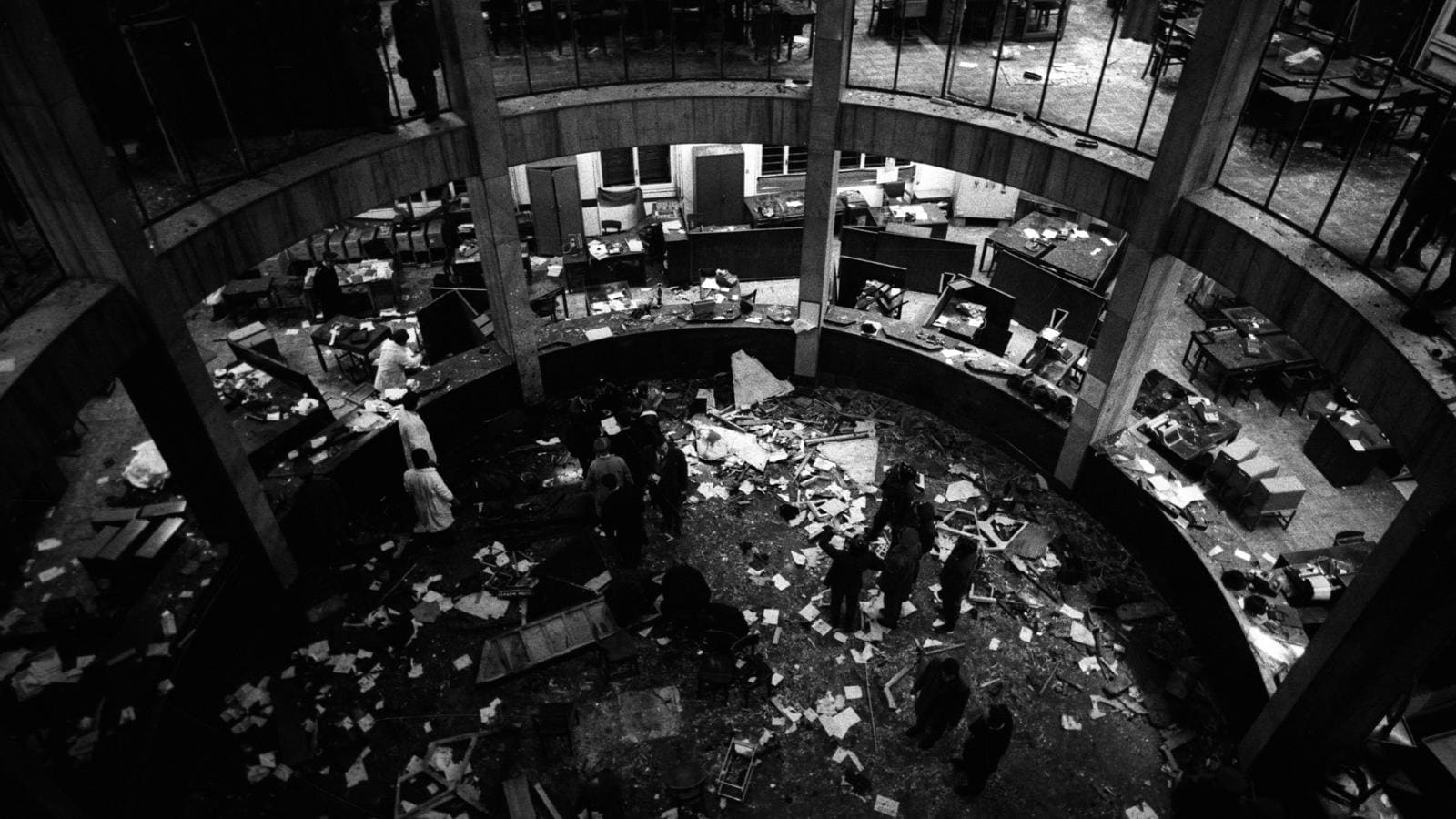
فضای داخلی Banca Nazionale dell'Agricoltura در پیاتسا فونتانا، میلان، پس از بمب‌گذاری آن در سال ۱۹۶۹

استراتژی تنش (ایتالیایی: strategia della tensione) یک خط مشی سیاسی است که در آن مبارزه خشونت‌آمیز به جای سرکوب شدن تشویق می‌شود. هدف این است که احساس ناامنی عمومی در مردم ایجاد شود و مردم در پی امنیت در یک حکومت قوی باشند.
استراتژی تنش بیشتر با سال‌های سرب در ایتالیا از ۱۹۶۸ تا ۱۹۸۲ شناخته می‌شود که در آن گروه‌های مارکسیست چپ افراطی، گروه‌های خارج از پارلمان نئوفاشیست راست افراطی و سازمان‌های اطلاعاتی دولتی بمب‌گذاری، آدم‌ربایی، آتش‌سوزی و قتل را انجام دادند. برخی از مورخان و فعالان ناتو را متهم کرده‌اند که از طریق پروژه‌هایی مانند عملیات گلادیو، اجازه چنین تروریسمی را داده و از آن حمایت کرده‌است، اگرچه این موضوع به شدت توسط سازمان‌های اطلاعاتی درگیر و دیگر مورخان مورد مناقشه است. موارد دیگری که نویسندگان اتهام استراتژی تنش را وارد کرده‌اند عبارتند از دولت پنهان در ترکیه از دهه 1970 – ۱۹۹۰ (" ارگنه کن ")، کهنه سربازان جنگ و زانو -پی اف در زیمبابوه که تهاجمات مزرعه ای در سال ۲۰۰۰ را هماهنگ کردند، آژانس امنیتی DRS در الجزایر از سال ۱۹۹۱ تا ۱۹۹۹، و سرویس امنیت دولتی بلژیک در طول بحران تروریستی ۱۹۸۲–۱۹۸۶ بلژیک.
به گفته فرانکو فرارسی جامعه‌شناس، اصطلاح «استراتژی تنش» برای اولین بار در مقاله ای در مورد بمب‌گذاری پیاتسا فونتانا در روزنامه آبزرور ، منتشر شده در ۱۴ دسامبر ۱۹۶۹ استفاده شد نیل اشرسون، یکی از مسئولین آن مقاله، بعداً توضیح داد که این عبارت توسط روزنامه‌نگاران آنتونیو گامبینو و کلودیو ریسه، هر دو از لسپرسو، که در روزهای بلافاصله پس از انفجار بمب پیاتسا فونتانا با او صحبت می‌کردند به او پیشنهاد شده بود.